# يوريكو أميرة ميكاسا
يوريكو أميرة ميكاسا (崇仁親王妃百合子، تاكاهيتو شينوهي يوريكو: (4 يونيو 1923 - 15 نوفمبر 2024) هي أحد أعضاء العائلة الإمبراطورية اليابانية فهي زوجة تاكاهيتو أمير ميكاسا. الابن الرابع للإمبراطور تايشو والإمبراطورة تيمي. كانت الأميرة آخر عمة للإمبراطور ناروهيتو، وقبل وفاتها كانت أكبر عضو في العائلة الإمبراطورية، وآخر أعضاء العائلة ولادة في عصر تايشو.

## وفاتها
أعلنت وكالة البلاط الإمبراطوري يوم 15 نوفمبر 2024 عن وفاة الأميرة يوريكو عن مائةٍ وسنة، فكانت حين وفاتها أكبر أفراد العائلة الإمبراطورية. قالت الوكالة أيضًا أن يوريكو كانت قد أُدخلت إلى مستشفى سانت لوك الدولي في تشوأو بطوكيو في 3 مارس 2024 لمُعاناتها من احتشاءٍ دماغي والتهابٍ رئوي.